# Небиляк Михайло
Небиляк Михайло (1949, Верхня Рівна – 2003) — український письменник, член Спілки письменників Румунії.

## З біографії
Народився 1949 року у селі Верхня Рівна Марамуреського повіту (Румунія). Закінчив філологічний факультет Бухарестського університету. Дебютував збіркою «Криниця моїх очей» (1972), друкувався у збірнику «Обрії». Помер у 2003 році.

## Творчий доробок
Автор збірки «Криниця моїх очей» (1972), романів «Лорана» (1975), «Любов до ближнього» (1978).